# Saitonia
Saitonia Eskov, 1992 è un genere di ragni appartenente alla famiglia Linyphiidae.

## Distribuzione
Le sei specie oggi note di questo genere sono state reperite in Giappone e Corea.

## Tassonomia
A giugno 2012, si compone di sei specie:
- Saitonia kawaguchikonis Saito & Ono, 2001 — Giappone
- Saitonia longicephala (Saito, 1988) — Giappone
- Saitonia muscus (Saito, 1989)[3] — Giappone
- Saitonia ojiroensis (Saito, 1990) — Giappone
- Saitonia orientalis (Oi, 1960) — Giappone
- Saitonia pilosus Seo, 2011 — Corea